# Croton ehrenbergii
Espèce
Croton ehrenbergii est une espèce de plantes à fleurs du genre Croton et de la famille des Euphorbiaceae, présente au nord est du Mexique (État de Veracruz).
Il a pour synonyme :
- Oxydectes ehrenbergii, (Schltdl.) Kuntze